# Kedrostis leloja
Kedrostis leloja là một loài thực vật có hoa trong họ Cucurbitaceae. Loài này được (Forssk. ex J.F Gmel.) C.Jeffrey mô tả khoa học đầu tiên năm 1961.